# Николаевка Первая (Купянский район)
Николаевка Первая (укр. Миколаївка Перша) — село,
Просянский сельский совет,
Купянский район,
Харьковская область, Украина.
Код КОАТУУ — 6323786207. Население по переписи 2001 года составляет 49 (23/26 м/ж) человек.

## Географическое положение
Село Николаевка Первая находится между реками Великий Бурлук и Нижняя Двуречная.
На расстоянии в 1 км находится село Николаевка Вторая.
Через село проходит железная дорога, станция Платформа 120 км.

## История
- 1817 — дата основания как села Арсеневка Первая.
- 1966 — переименовано в село Николаевка Первая.